# 王克楠
王克楠（1980年8月3日—2013年10月5日），河北涿州人，中国男子跳水運動員，世界游泳錦標賽冠軍得主，專項三米跳水。

## 生平
王克楠於1987年起開始在保定接受跳水訓練。3年後，他被提拔到河北隊。2001年，他入選國家隊。同年，他在北京舉行的世界大學生運動會中贏得男子3米板金牌。同年，他又在世界游泳錦標賽中奪得雙人3米板項目的冠軍。翌年，他在釜山亞運會中贏得跳板金牌。2004年初，他在世界杯中拿下雙人3米板的冠軍。同年在雅典舉行的奧運會中，他與彭勃本被視為雙人3米板金牌的大熱得主。然而，在決賽的最後一跳中，由於王克楠的失誤而令他們在這一跳中取得零分，也令他們失落了這牌金牌。
2005年，王克楠在十運會結束後宣佈退役，並選擇在中國人民大學攻讀工商管理學士學位。此後，他在河北體育局任職，並擔任跳水裁判工作。2011年4月与赵臻結婚，並育有一女。2013年10月5日，王克楠來到天津準備為東亞運動會執法。當天凌晨2時，他在乘車期間被另一輛車從側面撞到，當場死亡，年仅33歲。

## 外部連結
- 【金牌记忆】王克楠 （页面存档备份，存于）